# Heteroconger klausewitzi
Heteroconger klausewitzi är en fiskart som först beskrevs av Eibl-eibesfeldt och Köster, 1983.  Heteroconger klausewitzi ingår i släktet Heteroconger och familjen havsålar. IUCN kategoriserar arten globalt som livskraftig. Inga underarter finns listade i Catalogue of Life.